# دیدگاه خط سیر فمینیستی
دیدگاه خط سیر فمینیستی (انگلیسی: Feminist pathways perspective) دیدگاهی فمینیستی از جرم‌شناسی است که نشان می‌دهد قربانی شدن در طول زندگی یک عامل خطر کلیدی برای ورود زنان به جرم است.
قربانی شدن پیامدهای روانی عمیقی دارد و بر رشد اجتماعی فرد تأثیر می‌گذارد. شواهد قابل توجهی وجود دارد که نشان می‌دهد قربانی شدن پیش‌درآمدی برای مشارکت در جرم است. درحالی‌که قربانی شدن یک عامل خطر برای رفتار مجرمانه مردان و زنان است، پیش‌بینی آن در مورد زنان بیشتر است. اگرچه هم مردان و هم زنان ممکن است در طول زندگی خود قربانی شدن را تجربه کنند، زنان به‌دلیل نابرابری‌های جنسیتی متفاوت از مردان قربانی شدن را تجربه می‌کنند و به آن واکنش نشان می‌دهند. زنان زندانی نسبت به مردان زندانی و عموم زنان، میزان قربانی شدن بیشتری را تجربه می‌کنند.
زندانی شدن زنان اغلب به‌خاطر اعتیاد به مواد مخدر، فحشا و انتقام از یک سوءاستفاده‌کننده اتفاق می‌افتد. درحالی‌که این اتفاق‌ها به‌عنوان جرم توصیف می‌شوند، تحقیقات شروع به مفهوم‌سازی آن‌ها به‌عنوان راهبردهای بقا برای مقابله با قربانی شدن کرده است. برای مثال، یک دختر جوان ممکن است از خانه‌ای فرار کند و به‌عنوان راهی برای امرار معاش به فحشا روی بیاورد. ادبیات بزه‌دیدگی اغلب بین قربانیان و مجرمان تقسیم‌بندی ایجاد کرده است.